# 塞尔河畔鲁夫鲁瓦
塞尔河畔鲁夫鲁瓦（法語：Rouvroy-sur-Serre，法語發音：[ʁuvʁwa syʁ sɛʁ]）是法国上法蘭西大區埃纳省的一个市镇，属于拉昂区。

## 地理
塞尔河畔鲁夫鲁瓦（49°43'12"N, 4°10'38"E）面积3.9 平方千米，位于法国上法蘭西大區埃纳省，该省份为法国北部内陆省份，北起北部省，西接索姆省和瓦兹省，东临阿登省和马恩省，西南至塞纳-马恩省，东北部与比利时接壤。
与塞尔河畔鲁夫鲁瓦接壤的市镇（或旧市镇、城区）包括：格朗略、帕尔丰德瓦勒、拉伊蒙、塞尔河畔罗祖瓦、罗基尼。

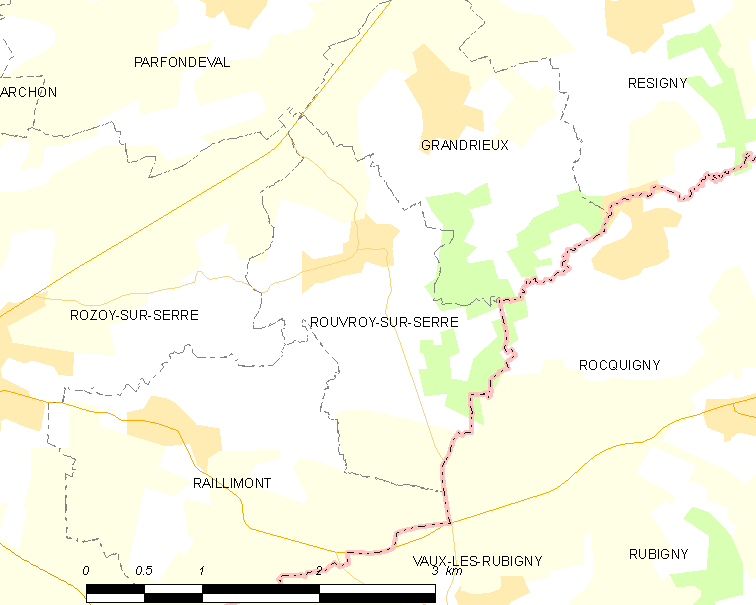
塞尔河畔鲁夫鲁瓦的OSM定位图

塞尔河畔鲁夫鲁瓦的时区为UTC+01:00、UTC+02:00（夏令时）。

## 行政
塞尔河畔鲁夫鲁瓦的邮政编码为02360，INSEE市镇编码为02660。

## 政治
塞尔河畔鲁夫鲁瓦所属的省级选区为韦尔万县。

## 人口

1962-2008年间塞尔河畔鲁夫鲁瓦人口变化图示

塞尔河畔鲁夫鲁瓦于2022年1月1日时的人口数量为42人。